# Wilby (Norfolk)
Wilby is een dorp in het bestuurlijke gebied Breckland in het Engelse graafschap Norfolk. Het maakt deel van de civil parish Quidenham. Het dorp heeft een kerk.